# Anatolij Gorianow-Gorny
Anatolij Gieorgijewicz Gorianow-Gorny, właśc. Bienkowicz (ros. Анатолий Георгиевич Горянов-Горный (Бенкович), ur. 1898 we Władykaukazie, zm. 28 października 1937 w Moskwie) – funkcjonariusz radzieckich organów bezpieczeństwa.

## Życiorys
Pochodził z rodziny górskich Żydów, po ukończeniu 4 klas szkoły realnej studiował w Kubańskim Instytucie Politechnicznym, który ukończył w 1920. Od lipca 1920 członek RKP(b)/WKP(b), 1920 żołnierz Armii Czerwonej, od 1920 w organach Czeki, funkcjonariusz Wydziału Specjalnego 11 Armii, później szef agentury, pomocnik szefa Wydziału Specjalnego Czeki/GPU/OGPU Azerbejdżańskiej Armii Czerwonej, od lutego 1923 do marca 1924 konsul generalny RFSRR w Czardżou (obecnie Türkmenabat) w Bucharskiej LRR. Później pracował w instytucjach finansowych RFSRR i ZSRR, 1929-1930 pomocnik szefa oddziału Zarządu Ekonomicznego OGPU ZSRR, od 1930 kolejno szef oddziału technicznego Zarządu Ekonomicznego OGPU ZSRR, szef Oddziału V (1931-1932), Oddziału VIII (1932), Oddziału XI (1932-1933) i Oddziału VII (1933-1934) tego zarządu, od 29 listopada 1934 do 15 marca 1936 szef Wydziału Ochrony Leśnej NKWD ZSRR, od 11 stycznia 1936 starszy porucznik bezpieczeństwa państwowego. Od 20 czerwca 1936 do 13 lutego 1937 szef Głównego Zarządu Fotografii Geodezyjnej i Kartografii NKWD ZSRR, od lutego do lipca 1937 szef Zarządu Kanału Wołga-Don Ludowego Komisariatu Transportu Wodnego ZSRR. Odznaczony Orderem Czerwonej Gwiazdy (8 lipca 1931) i Odznaką "Honorowy Funkcjonariusz Czeki/GPU (V)". 23 lipca 1937 aresztowany, 27 października 1937 skazany na śmierć przez Wojskowe Kolegium Sądu Najwyższego ZSRR, następnie rozstrzelany. 1957 pośmiertnie zrehabilitowany.